# L'Arbre et la Forêt
L'Arbre et la Forêt és una pel·lícula dramàtica francesa dirigida per Olivier Ducastel i Jacques Martineau, estrenada el 3 de març de 2010. Aquesta pel·lícula, que va guanyar el Premi Jean Vigo 2009, s'inspira en gran manera en la deportació i la vida de Pierre Seel, un homosexual alsacià internat al camp de Schirmeck que va donar el seu testimoni en un llibre Moi, Pierre Seel, déporté homosexuel.

## Sinopsi
L'octubre de 1999, Frédérick Muller, silvicultor del Loiret d'origen alsacià, taciturn i apassionat de Wagner, no assisteix al funeral del seu fill gran Charles, provocant incomprensió i ira als seus familiars, especialment al seu fill petit Guillaume. Unes setmanes després decideix explicar el seu gest durant un àpat familiar. Charles, el seu fill mort, sabia el secret que el seu pare havia estat guardant des de la Segona Guerra Mundial. Aleshores, un jove, Frédérick havia estat empresonat l'any 1941 durant més d'un any al camp de Schirmeck a Alsàcia, no per opinions polítiques com diu la llegenda familiar durant 50 anys, sinó en aplicació per les autoritats franceses de les lleis de discriminació i deportació d'homosexuals del paràgraf 175 del codi penal alemany. Com que Charles coneixia la realitat, havia menyspreat el seu pare i li havia ordenat que mantingués aquest secret i que no assistís al seu funeral. La Marianne, la seva dona, que sempre va saber la veritat, havia acceptat aquesta situació i, malgrat tot, havia construït la seva família amb aquest home que estimava, i a qui va deixar lliure per viure una vida amorosa paral·lela. El xoc d'aquesta revelació recau sobre Guillaume i Delphine, la filla de Charles.
Finalment, alliberat d'aquest terrible secret, Frédérick lliura, a la Delphine i al seu company Rémi, la vigília de la tempesta de desembre de 1999, els seus records de la vida al camp de Schirmeck. Explica que només va sobreviure a aquest període -quan es preguntava diàriament si seria executat arbitràriament- i a aquesta deportació que considera "absolutament absurda", per l'esperança que mantenia viva cada dia en la seva ment de veure un arbre créixer, que es va comprometre a plantar en cas que sortís viu del campament. El que va fer, tan bon punt va ser alliberat un matí sense motiu aparent.

## Repartiment
- Guy Marchand: Frédérick
- Françoise Fabian: Marianne, la dona de Frédérick
- Sabrina Seyvecou: Delphine, la filla de Frédérick i Marianne
- Yannick Renier: Rémi, el xicot de Delphine
- François Négret: Guillaume, fill de Frédérick i Marianne
- Catherine Mouchet: Françoise, la mare de Delphine
- Sandrine Dumas: Elisabeth, la dona de Guillaume
- Pierre-Loup Rajot: Charles, el fill gran de Frédérick et Marianne
- Maxim Henry i Léa Henry : els infants

## Recepció crítica
L'Arbre et la Forêt ha rebut moltes crítiques favorables, destacant en particular la "contenció i la sensibilitat" o la« intel·ligència i el tacte» en el tractament d'aquest tema poc conegut. També es va notar la qualitat de la interpretació de Guy Marchand en el paper principal de Frédérick així com la de Catherine Mouchet en el seu paper secundari · Les Cahiers du cinéma es va mostrar més reservat en criticar el fet que els directors es van quedar atrapats a la dècada de 1990 tant pel que fa al contingut com a la forma i Le Nouvel Observateur van ser els més reticents sobre aquesta pel·lícula qualificada de "maldestre i gruixuda" a causa dels diàlegs considerats "tant explicatius, amb midó i redundants".
Durant tot el seu període d'estrena a les sales, la pel·lícula va vendre 79.791 entrades a França.També va guanyar el Premi Jean-Vigo 2009.

## Edició en DVD
La pel·lícula va ser estrenada en DVD per la companyia Ad Vitam el 2010 acompanyada del documental Paragraph 175 (74 min) dirigida per Rob Epstein i Jeffrey Friedman i afegit com a addicional. Aquest documental va rebre el Premi al Millor Documental al Festival de Cinema de Sundance l'any 2000, el Premi FIPRESCI al Festival de Cinema de Berlín l'any 2000 i el Premi Teddy a la millor documental/assaig l'any 2000.